# Per Arnkull
Per Ove Christer Arnkull, född den 6 januari 1946 i Malmö, är en svensk sångare, musiker och låtskrivare. 

## Karriär
Arnkull är i grunden gitarrist och violinist. Han TV-debuterade i Malmö 1961 med Bäverklubben. I mitten på 1960-talet var Arnkull med i R&B-bandet Namelosers. Åtminstone i början av 1970-talet medverkade han i Bernt Dahlbäcks Gårunt show. Från 1970-talet och fram till 1990-talet var han solist i Leif Uvemark Big Band. Arnkull har även medverkat i Leif Kronlunds Storband. 
Arnkull startade även ett dansband vid namn Limelight. År 1987 medverkade han på Jazzfestivalen i Åhus med Svend Asmussen, Monica Borrfors, Anki Nilsson, Svante Thuresson och Ernie Englund med flera. Han har också medverkat på Sveriges största dansbandsgala med Vikingarna, Lotta Engberg och Sten & Stanley.
Den första soloplattan, Hem till Sverige, utgavs 1988 och 1990 sjöng han på Nobelfesten. År  2000 gav han ut albumet En Liten Ros. På 2000-talet var han aktuell med Roger Berg Big Band, samt Leif Kronlunds.
Han har också varit kapellmästare åt ett antal av kända artister.